# Rhön- und Streubote

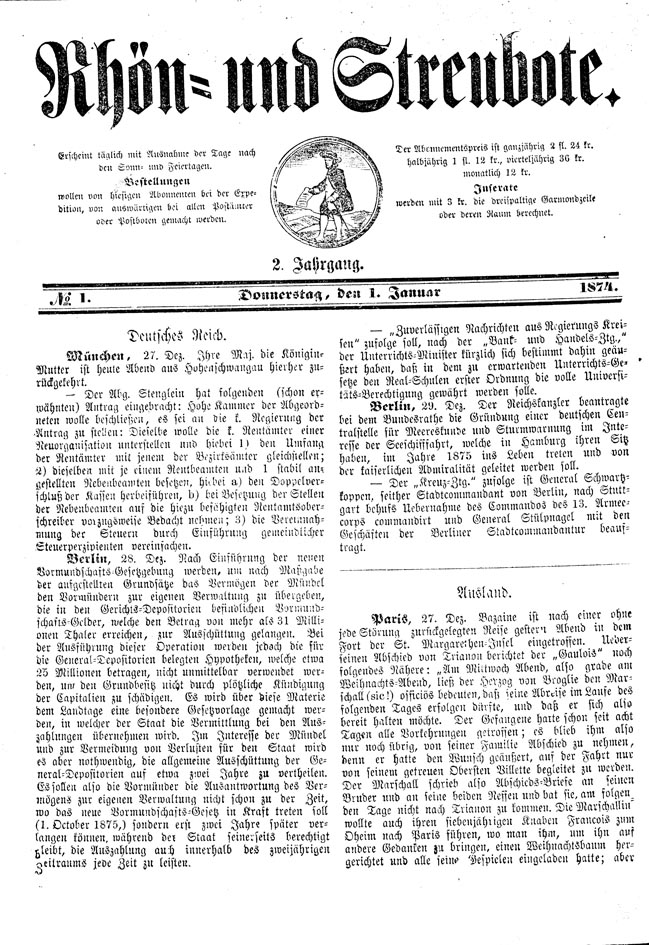
Ausgabe von 1874

Der Rhön- und Streubote ist eine im Jahr 1873 gegründete Tageszeitung. Der Name bezieht sich auf die Landschaft Rhön und das sie querende Gewässer. Die Zeitung erschien zunächst in der Druckerei Bauner in Mellrichstadt. Davor  bezog man in Mellrichstadt Zeitungen aus Meiningen oder Nürnberg. Nach dem Zweiten Weltkrieg übernahm die Familie Mack die Druckerei Bauner. Den Mantelteil lieferte die Genossenschaft Bayerischer Heimatzeitungsverleger (BHZ). Ab dem 1. Januar 2017 ging der „Rhön- und Streubote“ vom Mellrichstädter Druckhaus Mack in den Besitz der Franken Medien Beteiligungs GmbH & Co über. 2022 wurde die Zeitung an die Würzburger Main-Post verkauft. Die tägliche Auflage des Rhön- und Streuboten betrug zu diesem Zeitpunkt rund 2100 Exemplare.

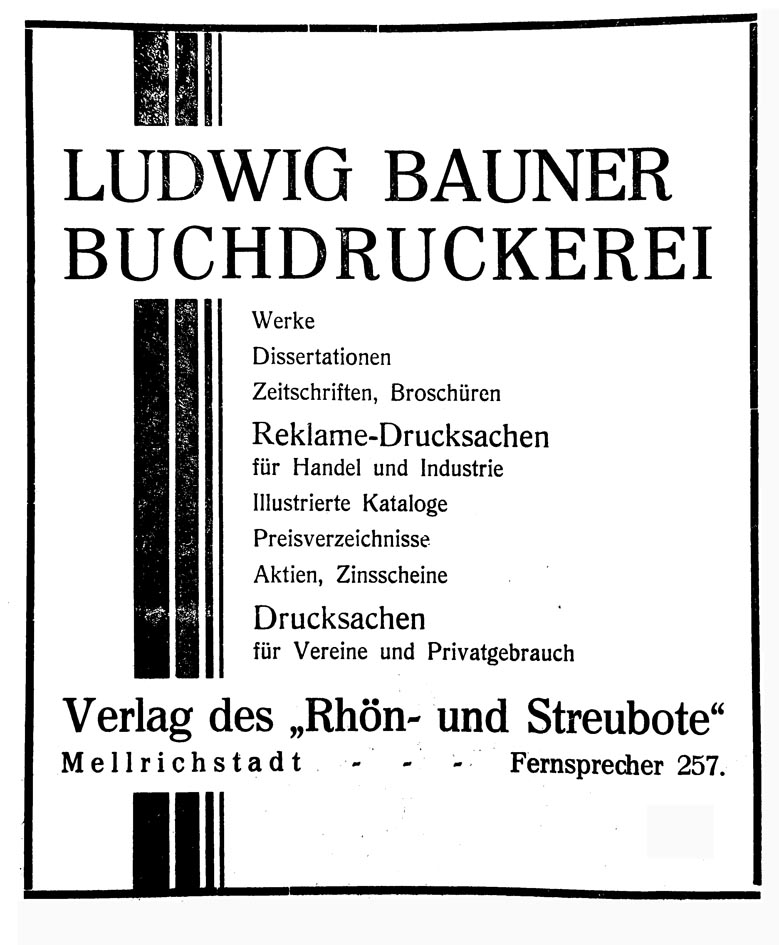
Werbung der Druckerei Bauner

## Heimatblätter
Die Heimatblätter waren eine heimatgeschichtliche zwanglose Beilage zum „Rhön- und Streuboten“ in den Jahren ab 1932–1936. Die Redaktion dieser Beilage lag beim Bezirksschulrat Alfons Maria Borst.